# Holothrix klimkoana
Holothrix klimkoana  (лат.) — вид однодольных растений рода Holothrix семейства Орхидные (Orchidaceae). Впервые описан польскими ботаниками Дариушем Шляхетко и Ханной Богной Маргоньской в 2006 году.

## Название
Видовой эпитет дан в честь Малгожаты Климко, польской учёной-ботаника и таксономиста.

## Распространение и среда обитания
Вероятно, является эндемиком Анголы. Типовой экземпляр собран в одной из местностей в провинции Кунене.

## Ботаническое описание
Клубневой геофит.
Стебель высотой 30—38 см, прямостоячий, плотный, покрыт жёсткими волосками; несёт по два тупоконечных слабоопушённых листа разной величины (больший лист размещён у основания).
Соцветие размером 6,5—12 см, одностороннее, плотное, несёт по 10—18 цветков. Лепестки размером до 3,5×0,1—0,2 см; губа лентовидная, длиной до 3,2 см.
Наиболее близок виду Holothrix longiflora Rolfe.